# Viola okuharae
Viola okuharae är en violväxtart som beskrevs av F Maek. och Tatemi Shimizu. Viola okuharae ingår i släktet violer, och familjen violväxter. Inga underarter finns listade i Catalogue of Life.